# ميغيل بيريز كارينيو
ميغيل بيريز كارينيو (بالإسبانية: Miguel Pérez Carreño) هو جراح فنزويلي، ولد في 1904 في بلنسية في فنزويلا، وتوفي في 1966 في كاراكاس في فنزويلا.